# Piaszynko
Piaszynko (do 1945 niem. Klein Pätsch See) – zarastające jezioro śródleśne w Puszczy Wkrzańskiej, położone na Równinie Wkrzańskiej, w gminie Police, w okolicach opuszczonej i rozebranej leśniczówki Kniężyce, i  szlaku czerwonego Puszczy Wkrzańskiej im. Stefana "Taty" Kaczmarka. 
Jezioro ma kształt owalny o rozmiarach 160×80 m i otoczone jest szerokim pasem terenu bagiennego. 350 m na południowy wschód od Piaszynka znajduje się miejsce po leśniczówce Kniężyce, zaś 1,5 km na północ jezioro Piaski, z którego nazwą związana jest nazwa jeziora Piaszynko. Kolejne duże jezioro, jezioro Karpino, znajduje się w odległości 2,5 km na północny wschód.